# La Labor
La Labor è un comune dell'Honduras facente parte del dipartimento di Ocotepeque.
Il comune venne istituito nel 1775.